# Torfhäusl
Torfhäusl ist ein Ortsteil des Marktes Eslarn im oberpfälzischen Landkreis Neustadt an der Waldnaab.

## Geographische Lage
Die Einöde Torfhäusl liegt etwa vier Kilometer nordöstlich von Eslarn nahe der deutsch-tschechischen Grenze am Westrand der Torflohe, einem ausgedehnten Feuchtgebiet an der Teichstätte des ehemaligen Pfrentschweihers. 
Die Nachbarorte von Torfhäusl sind im Nordwesten Pfrentschweiher und im Südwesten Öd und Büchelberg.

## Geschichte
Am 31. Dezember 1990 war Torfhäusl unbewohnt und gehörte zur Pfarrei Eslarn.